# 犯罪都市 PUNISHMENT
『犯罪都市 PUNISHMENT』（はんざいとし パニッシュメント、朝鮮語原題：범죄도시4、英題：The Roundup: Punishment）は、2024年に制作・公開された韓国の刑事アクション映画。マ・ドンソクが主役の「マ・ソクト刑事」を演じる韓国の人気シリーズ『犯罪都市』の4作目となる。本作で監督を務めるのは、本シリーズの第1作から一貫してアクション監督（武術監督）を担当したホ・ミョンヘンである。
本作はベルリン国際映画祭のベルリナーレ・スペシャル部門に招待され、2024年2月にドイツ・ベルリンの映画祭会場で先行上映された。韓国では同年4月24日に公開され、日本では同年9月27日に公開された。本作は、日本語吹替版と4DX版も同時上映されている。

## 概要
敵役がグローバルに設定される本シリーズでは、1作目の朝鮮族チャイニーズマフィア、2作目のベトナムの韓国人凶悪殺人犯、3作目の日本の暴力団に続き、4作目となる本作では、韓国とフィリピンの2か国を股にかけて悪事を働く違法オンラインカジノ組織の凶悪なリーダーと、組織のオーナーで黒幕の韓国IT企業CEOがダブルヴィランとして登場する。
本作も、これまでの本シリーズと同様に、実際に韓国で発生した事件をストーリーのモチーフに据えている。今回のモチーフは、韓国のプログラマーが、タイに拠点を置く韓国の違法オンラインカジノ組織に監禁殺害された2015年の事件である。

## あらすじ
前作『犯罪都市 NO WAY OUT』の事件解決から3年後の2018年。ソウル地方警察庁広域捜査隊の「怪物刑事」マ・ソクトは、麻薬密売事件の捜査の過程で、麻薬取引用のアプリ開発に携わった可能性のあるプログラマー、チョ・ソンジェと、大規模な違法オンラインカジノ組織「皇帝カジノ」の存在を突き止める。
警察はチョ・ソンジェを麻薬取引アプリ開発容疑で指名手配したが、その後の捜査で、麻薬取引アプリはソンジェが過去に作成・公開したオープンソースをベースに開発されていたことがわかり、麻薬密売事件におけるソンジェの無実が証明された。
チョ・ソンジェは就職後、フィリピンの「皇帝カジノ」の施設内に監禁され、組織からオンラインカジノ関連のプログラム作成とシステムの運用を強要されていた。組織から逃げ出そうとしたソンジェは凄惨な暴行を受け、冷酷非道な「皇帝カジノ」のリーダー、ペク・チャンギにより、ナイフで惨殺された。
ソンジェの遺体は、フィリピンから韓国の国立科学捜査研究院に搬送され、司法解剖された。ソンジェの母はマ・ソクトら韓国警察の刑事とともに医師から検死結果の説明を受けるが。息子の無残な死によって大きな精神的ショックを受けたソンジェの母親は自死してしまう。マ・ソクトは、ソンジェを惨殺した犯人を見つけ出すことをソンジェの母の位牌の前で誓った。
広域捜査隊はサイバー捜査隊と連携して捜査を開始するが、「皇帝カジノ」のサーバーは海外に置かれており、運営者も表に一切現れないため、その正体が全くつかめない。そこで、マ・ソクトは奇抜な捜査手法を思いつく。既に解散した朝鮮族マフィア「イス組」の元ボスで、現在はソウルでゲームセンターを経営しているチャン・イスの協力を仰ぐことにしたのである。
チャン・イスはかつてオンラインカジノ事業に参入しようとしたが、「皇帝カジノ」によってフィリピンのスタジオを破壊されていた。韓国のオンラインカジノは複数の店名と電話番号が存在するものの、実質的には「皇帝カジノ」グループが運営を独占しており、ライバル業者が出てくると暴力によって潰すことをチャン・イスはマ・ソクトら警察のメンバーに教える。そして、チャン・イスとサイバー捜査隊の女性捜査官ハン・ジスが広域捜査隊と協力してソウルの夜の街に潜入捜査を行い「皇帝カジノ」への接触を試みるが、失敗してしまう。その際、チェ・ユソンという男が「皇帝カジノ」の集客とマネーロンダリングを担当していることが捜査の過程で判明した。
「皇帝カジノ」の黒幕であるオーナーは、韓国IT企業「QMホールディングス」CEOの「ITの天才」チャン・ドンチョルであった。チャン・ドンチョルは、ペク・チャンギを「皇帝カジノ」実働部隊の暴力装置として使い荒稼ぎする一方で、仮想暗号通貨事業の新規上場をもくろんでいたため、ペク・チャンギが求める「皇帝カジノ」の顧客増加に応じた配当金の支払いを渋っていた。チャン・ドンチョルの態度に不信感を抱いたペク・チャンギは、右腕のチョ・ジフンとともにフィリピンから韓国に急遽帰国する。
広域捜査隊の捜査によってチェ・ユソンは逮捕されるが、ソイル警察署に侵入した何者かによって弁護士接見前の空き時間に刺殺される。防犯カメラなどの解析結果により、ペク・チャンギがチェ・ユソンを殺害した犯人であることが判明。サイバー捜査隊の捜査により、ペク・チャンギとチョ・ジフンはいずれも、過去の残虐行為により韓国軍特殊部隊を解雇されており、その前後に「皇帝カジノ」がオープンしていたことも判明した。
ソウル地方警察庁のイ・サンヨン次長は広域捜査隊が犯人を捕まえられない上に、重要証人だったチェ・ユソンまで警察署内で殺害されたことに激怒。広域捜査隊を捜査チームから外そうとするが、上司のクォン・イリョン長官から「犯罪は時として法律の先を行く」と諭され、広域捜査隊はこの事件の捜査を継続することが可能となった。
マ・ソクトと広域捜査隊長のチャン・テスは、今回の事件で大量の逮捕者が出ることを想定。作戦を練り直し、チャン・イスのアドバイスを得て、さらに奇抜な捜査方法を思いつく。架空のオンラインカジノスタジオをフィリピンに設置。マ・ソクトの相棒のキム・マンジェ刑事が率いる広域捜査隊のメンバーとチャン・イスがフィリピン現地に入り、オンラインカジノスタジオの運営を始める。そして、オンラインカジノシステムの運営は韓国のソイル警察署内でサイバー捜査隊が担当する。これは、「皇帝カジノ」のライバルつぶしの卑劣な手口を逆手に取って、通常は一切表に出てこない「皇帝カジノ」の構成員をおびき出すことが目的であった。また、フィリピン現地での犯人検挙に備えて広域捜査隊のメンバーとフィリピン国家警察が連携した。
一方、チャン・ドンチョルは、邪魔者になったペク・チャンギを消すため、韓国マフィア組織のボス、クォン社長ことクォン・テウンと連携を図る。チャン・ドンチョルの意を汲んだクォン社長は、自ら率いるマフィアの集団とともにペク・チャンギとチョ・ジフンを襲撃するが、逆襲されて自らの手下が全員殺害される。残虐かつ凶悪なペク・チャンギらの脅しに恐れをなしたクォン社長は、チャン・ドンチョルを裏切ることを決意する。その後、チャン・ドンチョルはクォン社長から拳銃を入手してペク・チャンギを射殺しようとするが、拳銃に弾は入っておらず、ペク・チャンギの返り討ちに遭って致命傷を負い、裏切ったクォン社長によって止めを刺される。
そして、クォン社長はペク・チャンギらとともにQMホールディングスの関連施設に侵入し、ペク・チャンギらは金庫から「皇帝カジノ」のオンラインカジノシステム一式が入ったハードディスクを、クォン社長らは現金を盗み出した。
サイバー捜査隊の解析により、「皇帝カジノ」のサーバーのIPアドレスをQMホールディングスが保有していたことが判明する。マ・ソクトら広域捜査隊のメンバーはQMホールディングス関連施設の家宅捜索に入り、現場にいたクォン社長一味を取り押さえたものの、肝心のペク・チャンギとチョ・ジフンの姿は、そこにはなかった。
拘束したクォン社長の証言により、ペク・チャンギとチョ・ジフンは、偽造パスポートを使って韓国から出国し、飛行機でインチョン国際空港からフィリピンに高飛びしようとしていることが判明。マ・ソクトは、イ・ソンジェとその母の無念を晴らすため単身でインチョン国際空港に乗り込み、ペク・チャンギとチョ・ジフンとの熾烈な闘いに挑む。

## キャスト
※括弧内は日本語吹替

### ソウル地方警察庁広域捜査隊
広域捜査隊のメンバーは全員、前作『犯罪都市 NO WAY OUT』からの引き継ぎである。
- マ・ソクト - マ・ドンソク（小山力也[4]）

世界中で発生する困難な事件を拳一つで超法規的に解決する「怪物刑事」。本作では前作に引き続き、ソウル地方警察庁広域捜査隊の所属として事件を解決する。
- キム・マンジェ - キム・ミンジェ（朝鮮語版）（飯島肇）

広域捜査隊の刑事で、前作同様にマ・ソクトの右腕として働く。
- チャン・テス - イ・ボムス（森久保祥太郎）

ソウル地方警察庁広域捜査隊長。
- ヤン・ジョンス - イ・ジフン（朝鮮語版）（佐々木啓夫）

ソウル地方警察庁広域捜査隊の刑事。
- チョン・デビッド - キム・ドゴン（朝鮮語版）（多田啓太）

ソウル地方警察庁広域捜査隊で最年少の刑事。

### ソウル地方警察庁サイバー捜査隊
- ハン・ジス - イ・ジュビン（朝鮮語版）（三重野帆貴）

サイバー捜査隊の若手女性刑事で、本作における警察側メンバーの紅一点。
- カン・ナムス - キム・シンビ（朝鮮語版）（木暮晃石）

サイバー捜査隊の若手男性刑事。

### ソウル地方警察庁の人物
- イ・サンヨン -  チョン・インギ（朝鮮語版）

ソウル地方警察庁の次長。本シリーズの1作目と2作目にも出演しており、そのときはマ・ソクトが所属していたクムチョン警察署の署長だった。本作ではマ・ソクトたち広域捜査隊の捜査を頭ごなしに否定する役回りとなっている。
- クォン・イリョン -  クォン・イリョン（朝鮮語版）

ソウル地方警察庁長官。イ・サンヨン次長を諭し、広域捜査隊の捜査継続にゴーサインを出す。クォン・イリョンは韓国警察初のプロファイラーかつ本作の警察関連描写の監修を務めている人物であり、カメオ出演である。

### ヴィラン（悪役）
- ペク・チャンギ - キム・ムヨル（櫻井孝宏[4]）

本作のメインヴィラン。韓国軍特殊部隊の隊員だったが、残虐殺人により解雇された。その後はフィリピンに撮影スタジオを置く大規模な違法オンラインカジノ組織「皇帝カジノ」をリーダーとして率いている。自らの意思に逆らう人間を平然と虐殺する冷酷非道な人間であり、自分の感情をほとんど表に出さない。
- チャン・ドンチョル - イ・ドンフィ（福山潤[4]）

本作のサブヴィラン。韓国IT企業「QMホールディングス」のCEOで、「皇帝カジノ」の黒幕を務めるオーナー。自ら開発した仮想暗号通貨の上場により、大型暗号通貨取引所の運営を計画していた。そして、韓国マフィアのクォン社長を使って邪魔になったペク・チャンギを消そうとするものの、返り討ちにあって致命傷を負い、最後は裏切ったクォン社長によって止めを刺される。
- チョ・ジフン - キム・ジフン（朝鮮語版）（岩河拓吾）

ペク・チャンギが経営する「皇帝カジノ」の部長で、ペク・チャンギの右腕。ペク・チャンギとともに、残虐行為によって韓国軍特殊部隊を解雇されている。本役を演じるキム・ジフンはマ・ドンソクのボクシングトレーナーである。
- チェ・ユソン - ペ・ジェウォン（朝鮮語版）

皇帝カジノのマネーロンダリングと韓国国内の集客担当で、韓国ではフロント企業「ユソンアパレル」の雇われ社長。広域捜査隊により逮捕され、「皇帝カジノ」について自白することを恐れたペク・チャンギによって、ソイル警察署内で惨殺される。
- クォン・テウン - ヒョン・ボンシク（朝鮮語版）（金光宣明）

「クォン社長」と呼ばれる韓国マフィアのボスで、チャン・ドンチョルの協力者。チャン・ドンチョルの意を受けてペク・チャンギらを襲撃するが逆襲され、自らの手下を皆殺しにされたことに怯え、チャン・ドンチョルを裏切ることを決意。ペク・チャンギによって致命傷を負わされたチャン・ドンチョルに止めを刺す。

### 被害者
- チョ・ソンジェ - ペク・スホ（朝鮮語版）

韓国人のプログラマー。「皇帝カジノ」によって強制的に働かされ、最期はペク・チャンギによって刺殺された。
- ソンジェの母 - ペ・ヘソン（朝鮮語版）（塙英子）

フィリピンに就職したと思っていた息子ソンジェが、無残な姿で韓国に戻ってきたことを悲しみ、自死を遂げてしまう。
- コ・ジェヒョク - キム・ミョンギ（閻子丹）

QMホールディングスの暗号通貨事業を担当していた資産管理会社の代表。ペク・チャンギによって殺害される。

### マ・ソクトの協力者
- チャン・イス(張夷帥) - パク・ジファン（朝鮮語版）（佐藤せつじ[4]）

中国・延辺出身の朝鮮族で、1作目で同じ朝鮮族のチャイニーズマフィア「フンリョン組」との死闘を演じた韓国の朝鮮族マフィア「イス(夷帥)組」の元ボス。その後は裏稼業から足を洗ってカタギとなった。本シリーズでおなじみのキャラクターで、なぜかマ・ソクトによって常に事件に巻き込まれる立ち位置である。本作では違法なゲームセンターを経営しており、グッチを身に着けてガールフレンドとともにポルシェ・718ボクスターに乗るなど、結構羽振りのよい生活を送っている。なお、1作目の登場時は、ソウルのチャイナタウンで違法なゲームセンターと雀荘を経営していた。

## 関連情報
- 本作は、シリーズ初の海外ロケとしてフィリピンで6日間の現地撮影を実施した[9][10][11]。2作目の『犯罪都市 THE ROUNDUP』はベトナムを舞台にしていたが、コロナ禍による渡航制限のため、リモートで撮影を実施したベトナム現地の風景とCG、そして韓国国内に設置されたベトナムのセットを組み合わせていた[12]。
- マ・ドンソクは本シリーズについて、既に5～8作目までの脚本執筆に取り掛かっており、スピンオフドラマになる可能性も存在することを明らかにしている[7][13]。ライターの岡本敦史によると韓国ではアクション映画のシリーズ化があまり盛んではなかったが、本作を含む複数の作品がその前例を打ち破るようになった[7]。
- 2019年に制作された韓国映画『悪人伝』では、マ・ドンソクが韓国マフィアのボス役、キム・ムヨルが刑事役を演じており、本作では主役と悪役が入れ替わって共演したことが話題となった。本作の悪役にキム・ムヨルを起用した理由についてマ・ドンソクは、ペク・チャンギ役に求められる高難度のアクションをこなせる俳優がキム・ムヨル以外に思い浮かばなかったためと述べている[7][13]。
- 本作のエンディングテーマ「Rough life」は、本作の音楽を手掛けた作曲家のユン・イルサンが1997年の韓国映画「ハレルヤ（朝鮮語版）」のために書き下ろした楽曲「テチャン インセン」（韓国語表記：대찬인생、仮日本語訳：芯のある人生、歌唱：シン・チョル（朝鮮語版）、別名DJチョリ）のカバー曲であり、歌っているのはチャン・イス役のパク・ジファンである[14]。この曲は韓国では大変な人気があり、過去に複数回カバーされている。この曲の公式韓国語版MV[15]と公式日本語字幕版MV[16]がYouTubeで公開されている。
- 本作でマ・ソクトがチャン・イスにFDA（アメリカ食品医薬品局）のバッジを渡し、「これはFolice Dark Army、特別な警察官のバッジだ」とデマカセを言ってチャン・イスを信用させるシーンがある。多くの言語では「F」と「P」の発音を区別するため、「Police（ポリス）」と「Folice（フォリス、架空の単語）」を混同することはまずない。しかし、韓国語には「F」に該当する子音が存在せず、韓国政府が公式に制定した外来語表記法において、外来語の「F」は韓国語では全て「P」に代替する。そのため、韓国語を母語とする人間は「F」と「P」の子音を等価に扱ってしまう[注釈 7]。本作でマ・ソクトはこのことを利用して、チャン・イスを騙している。朝鮮語の音韻ならびにハングルの項目を併せて参照のこと。なお、マ・ドンソクは最初のセリフ（チャン・イスに話しかけるとき）は韓国語風に「ポリス・ダーク・アーミー」、2回目は英語風に「フォリス・ダーク・アーミー」と発音している。